# Тромегя
Тромегя (на македонска литературна норма: Тромеѓа; на албански: Tromegja) е село в Северна Македония, в община Куманово.

## География
Селото е разположено в областта Жеглигово на два километра източно от общинския център Куманово.

## История
Според преброяването от 1994 година Тромегя има 1291 жители, от които 729 сърби, 554 северномакедонци 3 други и 5 не посочили национална принадлежност. Според преброяването от 2002 година селото има 1298 жители.
| Националност     | Всичко |
| северномакедонци | 692    |
| албанци          | 0      |
| турци            | 0      |
| роми             | 0      |
| власи            | 0      |
| сърби            | 604    |
| бошняци          | 0      |
| други            | 2      |